# 清勝院 (八潮市)
清勝院（せいしょういん）は、埼玉県八潮市にある真言宗豊山派の寺院。

## 歴史
文明年間（1469年 - 1487年）、秀幸によって開山された。秀幸には人夫も同行しており、秀幸の庵のそばの地を開墾したという。寺伝によれば、1501年（文亀元年）に「最勝院」と名付けたといわれていたが、1971年（昭和46年）の庫裏改築の際に出土品が発見され、それにより1489年（長享3年）の時点で既に「最勝院」であったことが判明した。
当地は武蔵国八條領の最初の開墾地であり、関東地方の新領主となった徳川家康から見て、西の開墾地だったことから「西勝院」に改称、寺領15石が与えられ、三つ葉葵の紋章を用いることが許された。
1907年（明治40年）、「清勝院」に改称した。1999年（平成11年）、河川改修に伴い現在地に移転した。

## 文化財
- 絹本着色虚空蔵菩薩像（埼玉県指定有形文化財 平成5年3月10日指定）[3]
- 清勝院山門（八潮市指定有形文化財 昭和46年3月16日指定）[4]
- 木造不動明王立像（八潮市指定有形文化財 昭和46年3月16日指定）[5]
- 絹本着色理趣会曼茶羅図（八潮市指定有形文化財 平成8年3月9日指定）[6]
- 紙本着色不動明王二童子像（八潮市指定有形文化財 平成8年3月9日指定）[7]

## 交通アクセス
- 路線バス住宅団地前停留所より徒歩5分。

## 関連文献
- 「八條村 西勝院」『新編武蔵風土記稿』 巻ノ204埼玉郡ノ6、内務省地理局、1884年6月。NDLJP:764008/19。